# Gardian

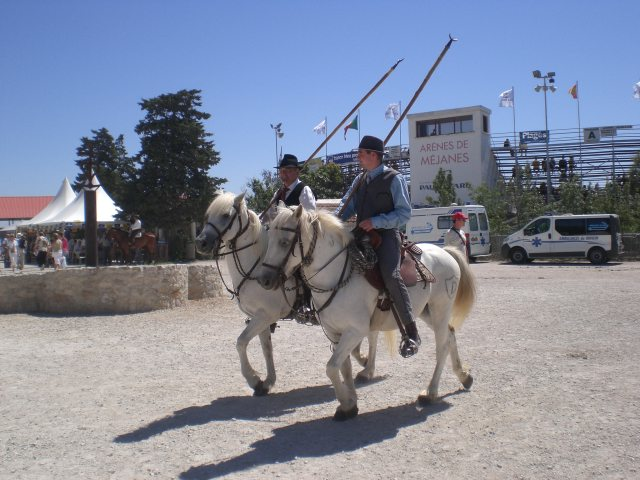
Gardians in der Arena von Méjanes, in Arles, Frankreich

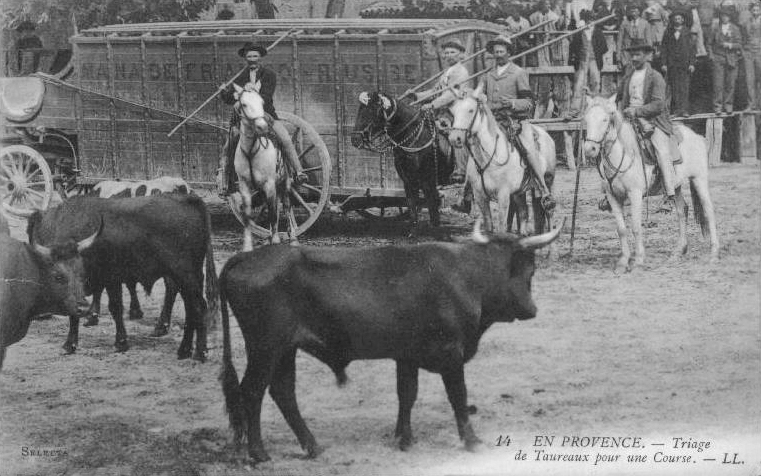
Gardians in einer Manade bei der Auswahl von Bullen für den Stierkampf (Courses de taureaux), in der Camargue, Frankreich, frühes 20. Jahrhundert

Der Gardian ist der berittene Stierhüter und Rinderhirte Südfrankreichs. Die Gardians sind vor allem bekannt durch ihre Pferde, die Camargue-Pferde. In der Camargue treten sie an Veranstaltungen, wie dem Abrivado und der Ferrade, auf. Ihre traditionelle kleine, riedgedeckte Behausung nennt sich Cabane de gardian.

## Trivia
In der Provence bzw. auch angrenzenden Gemeinden ist das Gericht 'Gardianne de taureau' verbreitet (auch unter dem Namen 'Daube des gardians'). Es handelt sich dabei um ein Ragout aus Stierfleisch (taureau frz. Stier), welches in gutem Rotwein (AOC Corbieres, Costieres de Nimes oder Cotes-du-Rhone Gardoises) gekocht wird; oft serviert mit Reis, welcher auch in der Camargue angebaut wird. Die großen Herden von Camargue-Stieren sind eine Touristenattraktion und ihr Fleisch ist eine provenzalische Spezialität.